# Johann Jakob Hess (botánico)
Johann Jakob Hess (Leipzig, 1844-1883) fue un botánico alemán.

## Eponimia
- (Clusiaceae) Rheedia hessii Britton[1]
- (Polypodiaceae) Polypodium hessii Maxon[2]
- (Rosaceae) Alchemilla hessii Rothm.[3]